# Alexander Naumowitsch Mitta

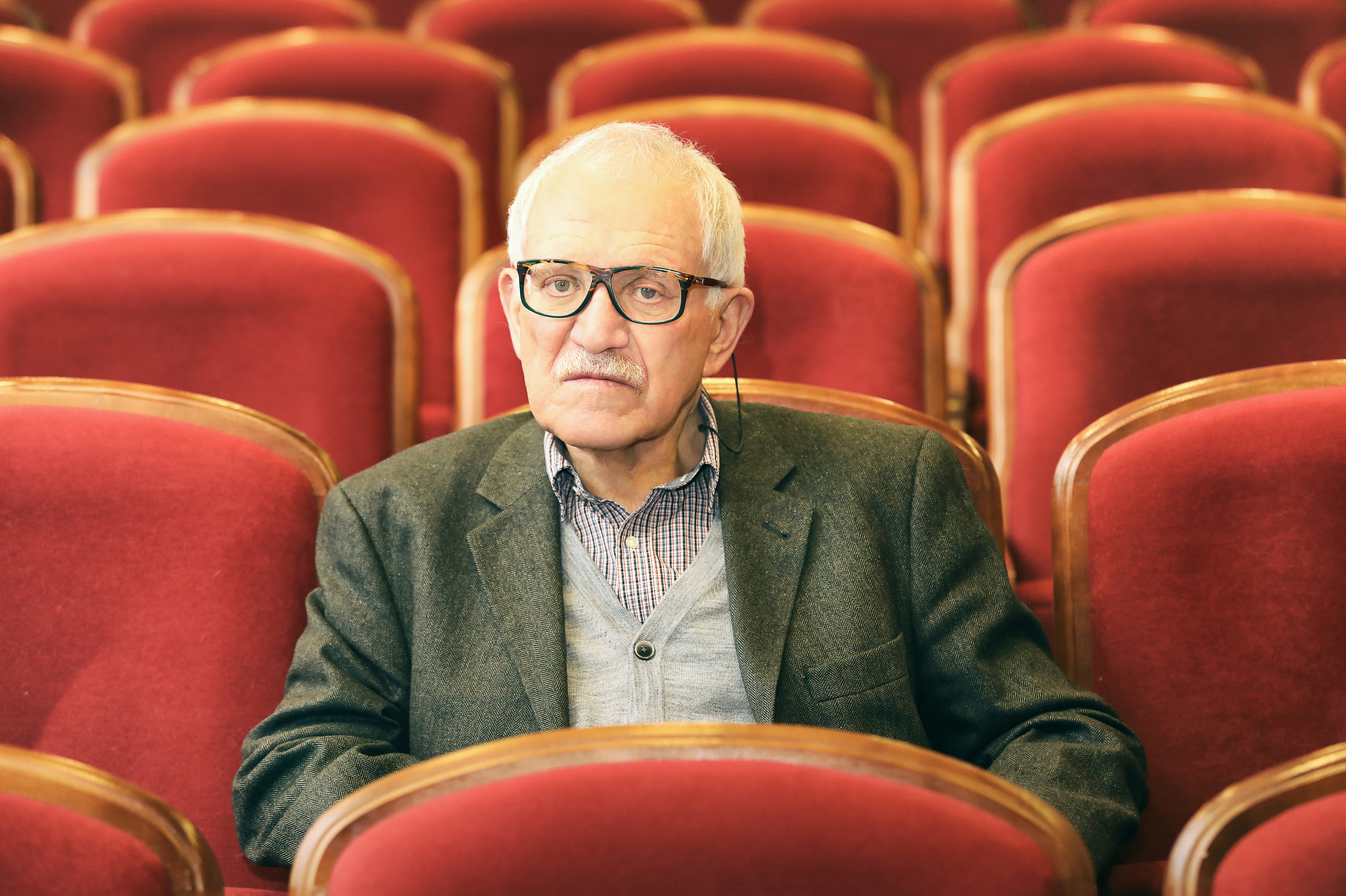
Alexander Naumowitsch Mitta (2017)

Alexander Naumowitsch Mitta (russisch Алекса́ндр Нау́мович Митта́, geb. Rabinowitsch, russisch Рабино́вич; * 28. März 1933 in Moskau; † 14. Juli 2025) war ein sowjetischer und russischer Filmregisseur, Drehbuchautor und Filmschauspieler.

## Leben und Leistungen
Mitta studierte bis 1955 Bauingenieurwesen an der Moskauer Nationalen Forschungsuniversität für Bauwesen und war als Karikaturist für diverse Satire- und Literaturmagazine, darunter die Zeitschrift Krokodil, tätig. Bis 1961 absolvierte Mitta ein Regiestudium am Gerassimow-Institut für Kinematographie bei Michail Romm. Sein Regiedebüt wurde 1961 der Spielfilm Друг мой, Колька.
Internationale Anerkennung über den sowjetischen Einflussbereich hinaus erhielt Mitta 1966, als er für Tanja sucht Freunde in Venedig mit dem Goldenen Löwen ausgezeichnet wurde. Für Gulag 3 erhielt Mitta 1992 eine Golden-Globe-Nominierung. Neben seiner Tätigkeit beim Film unterrichtete Mitta ab 1992 an der Moskauer Filmhochschule Dramaturgie und war als Dozent für Regie aktiv. Die Universität Hamburg verlieh Mitta 1999 den Titel „Professor“.
Am 14. Juli 2025 starb Alexander Naumowitsch Mitta im Alter von 92 Jahren.

## Filmografie

### Als Regisseur
- 1961: Mein Freund Kolka (Друг мой, Колька!)
- 1962: Ohne Furcht und Tadel (Без страха и упрека)
- 1965: Tanja sucht Freunde (Звонят, откройте дверь)
- 1970: Leuchte, mein Stern, leuchte (Гори, гори, моя звезда)
- 1972: Punkt, Punkt, Komma… (Точка, точка, запятая)
- 1974: Moskau, meine Liebe (Москва, любовь моя)
- 1976: Wie Zar Peter seinen Mohren verheiratete (Сказ про то, как царь Пётр арапа женил)
- 1979: Die Besatzung (Экипаж)
- 1982: Märchen einer Wanderung (Сказка странствий)
- 1988: Tote Kinder lachen nicht (Шаг)
- 1991: Gulag 3 (Затерянный в Сибири)
- 1995: Ein Porträt mit Freunden
- 2000: Die Grenze. Romanze aus der Taiga (Граница. Таёжный роман)
- 2002: Heißer roter Samstag (Раскалённая суббота)
- 2004: Schwanenparadies (Лебединый рай)
- 2013: Chagall und Malewitsch (Шагал — Малевич)

### Als Drehbuchautor
- 1970: Leuchte, mein Stern, leuchte (Гори, гори, моя звезда)
- 1972: Punkt, Punkt, Komma… (Точка, точка, запятая)
- 1974: Moskau, meine Liebe (Москва, любовь моя)
- 1976: Wie Zar Peter seinen Mohren verheiratete (Сказ про то, как царь Пётр арапа женил)
- 1979: Die Besatzung (Экипаж)
- 1982: Märchen einer Wanderung (Сказка странствий)
- 1988: Tote Kinder lachen nicht (Шаг)
- 1990: Und in Russland sind es wieder verdammte Tage (А в России опять окаянные дни)
- 1991: Gulag 3 (Затерянный в Сибири)

### Als Schauspieler
- 1966: Ijulski doschd (Июльский дождь)

## Auszeichnungen
- Für „Drug moi, Kolka!“ (Друг мой, Колька!):
  - Preis der Filmkritiker für den besten Film von 1961.
  - Preis auf dem Internationalen Filmfestival in London (1961)
- Für „Tanja sucht Freunde“ (Звонят, откройте дверь):
  - Großer Goldener Löwe und Preis der katholischen Jury auf dem XVIII. internationalen Filmfestival für Kinderfilme in Venedig
  - Preis des Moskauer Komsomols (1966)
- Für den Film „Punkt, Punkt, Komma…“ (Точка, точка, запятая):
  - Silberner Preis im Wettbewerb von Kinderfilmen auf dem VIII. Internationalen Filmfestival Moskau (1972)
  - Hauptpreis auf der IV. Parade der Kinderfilme in Belgrad (1972)
  - „Silberne Sirene“ – Auswahlpreis des Festivals der sowjetischen Filme in Sorrento (1972)
  - Preis des internationalen Filmfestivals für Kinderfilme in Salerno (1972)
  - Preis des Lenin-Komsomols (1972)
  - Auszeichnung des Allunionsfilmfestivals in Alma-Ata in der Kategorie „Auszeichnungen für Kinderfilme“ (1973)
- Verdienter Kunstschaffender der RSFSR (1974)
- Auszeichnung des Allunionsfilmfestivals in Duschanbe in der Kategorie „Auszeichnungen des Filmfestivals“ (1980)
- Staatspreis der Russischen Föderation (2002 für „Graniza. Tajoschny roman“ (Граница. Таёжный роман))
- Durch einen Ukas des Präsidenten der Russischen Föderation für große Verdienste in der Kunst mit dem Ehrentitel „Volkskünstler der Russischen Föderation“ ausgezeichnet (2004)
- Im März 2008 ausgezeichnet mit dem Orden Für Verdienste um das Vaterland des 4. Grades[3]
- Im Juli 2024 ausgezeichnet mit dem Orden Für Verdienste um das Vaterland des 3. Grades[4]